# Phyllurus caudiannulatus
Phyllurus caudiannulatus (булбурінський листохвостий гекон) — вид геконоподібних ящірок родини Carphodactylidae. Ендемік Австралії.

## Поширення й екологія
Булбурінські листохвості гекони є ендеміками Державного лісу Булбурін, що лежить у горах Дауес на південному сході Квінсленда. Вони живуть у вологих тропічних лісах.

## Збереження
МСОП класифікує стан збереження цього виду як близький до загрозливого. Phyllurus caudiannulatus може загрожувати вилов з метою продажу.